# Saint-Julien-en-Champsaur
Saint-Julien-en-Champsaur település Franciaországban, Hautes-Alpes megyében. Lakosainak száma 379 fő (2022. január 1.). Saint-Julien-en-Champsaur Buissard, Forest-Saint-Julien, Saint-Laurent-du-Cros, Saint-Michel-de-Chaillol és Saint-Bonnet-en-Champsaur községekkel határos.

## Népesség
A település népessége az elmúlt években az alábbi módon változott:
| Lakosok száma | 323  | 258  | 252  | 296  | 345  | 357  | 360  | 365  | 372  | 379  |
|               | 1968 | 1982 | 1990 | 2006 | 2013 | 2015 | 2017 | 2019 | 2020 | 2022 |